# Barranc de Martinet
El barranc de Martinet, és un barranc de l'antic terme de Sapeira, actualment inclòs en el terme municipal de Tremp, al Pallars Jussà. És afluent de la Noguera Ribagorçana.
Es forma a 892,5 m. alt., a l'Obaga de Sant Cosme, i el primer tram discorre cap al nord-oest. Cap a la meitat del seu recorregut, però, gira cap a ponent, per anar a abocar-se en la Noguera Ribagorçana al sud de la vila d'Areny de Noguera.